# Пугино (Вологодская область)
Пугино — деревня в Кадуйском районе Вологодской области.
Входит в состав сельского поселения Семизерье (до 2015 года входила в Рукавицкое сельское поселение), с точки зрения административно-территориального деления — в Чупринский сельсовет.
Расположена на левом берегу реки Усть-Кадуй (приток Суды) в селе Пусторадицы. Расстояние по автодороге до районного центра Кадуя — 17 км, до центра муниципального образования деревни Малая Рукавицкая — 15 км. Ближайшие населённые пункты — Жорновец, Кадуй, Черново.
Ранее называлась Пугина.
По переписи 2002 года население — 2 человека.